# 酒井忠顕
酒井 忠顕（さかい ただてる）は、江戸時代末期の大名。播磨姫路藩の第7代藩主。雅楽頭系酒井家20代。

## 生涯
三河田原藩主・三宅康直の長男。康直は第4代姫路藩主・酒井忠実の六男で、忠顕は同じく忠実の孫である第6代藩主・忠宝の従弟にあたる。忠宝の養女・文子（第5代藩主・忠学の六女で、忠宝の正室・喜曽姫の妹）と結婚して養嗣子となり、嘉永6年（1853年）に18歳で家督を相続した。万延元年（1860年）、25歳で死去し、養子の忠績が跡を継いだ。なお、明治維新後に忠顕未亡人の文子は一時、酒井家宗家の当主となった。

## 経歴
- 1836年（天保7年） - 生まれ
- 1853年（嘉永6年） - 酒井家相続（10月25日）
- 1860年（万延元年） - 死去、享年25

## 官歴
- 1853年（嘉永6年） - 従四位下・侍従、雅楽頭
- 1860年（万延元年） - 左近衛少将